# Merca
Merca (AFI: /ˈmɛrka/; Marka in somalo; مركة in arabo) è un porto nella Somalia meridionale sull'Oceano Indiano. È il capoluogo e città principale della regione del Basso Scebeli e la sua popolazione ammonta a circa 350 000 abitanti.

## Geografia fisica
Merca si trova nella costa sud-occidentale della Somalia, a circa settanta chilometri a sud-ovest di Mogadiscio. Il suo centro sorge su un piccolo promontorio, limitato ad ovest dal porto, ora in rovina. A nord la città è chiusa da alte dune costiere.

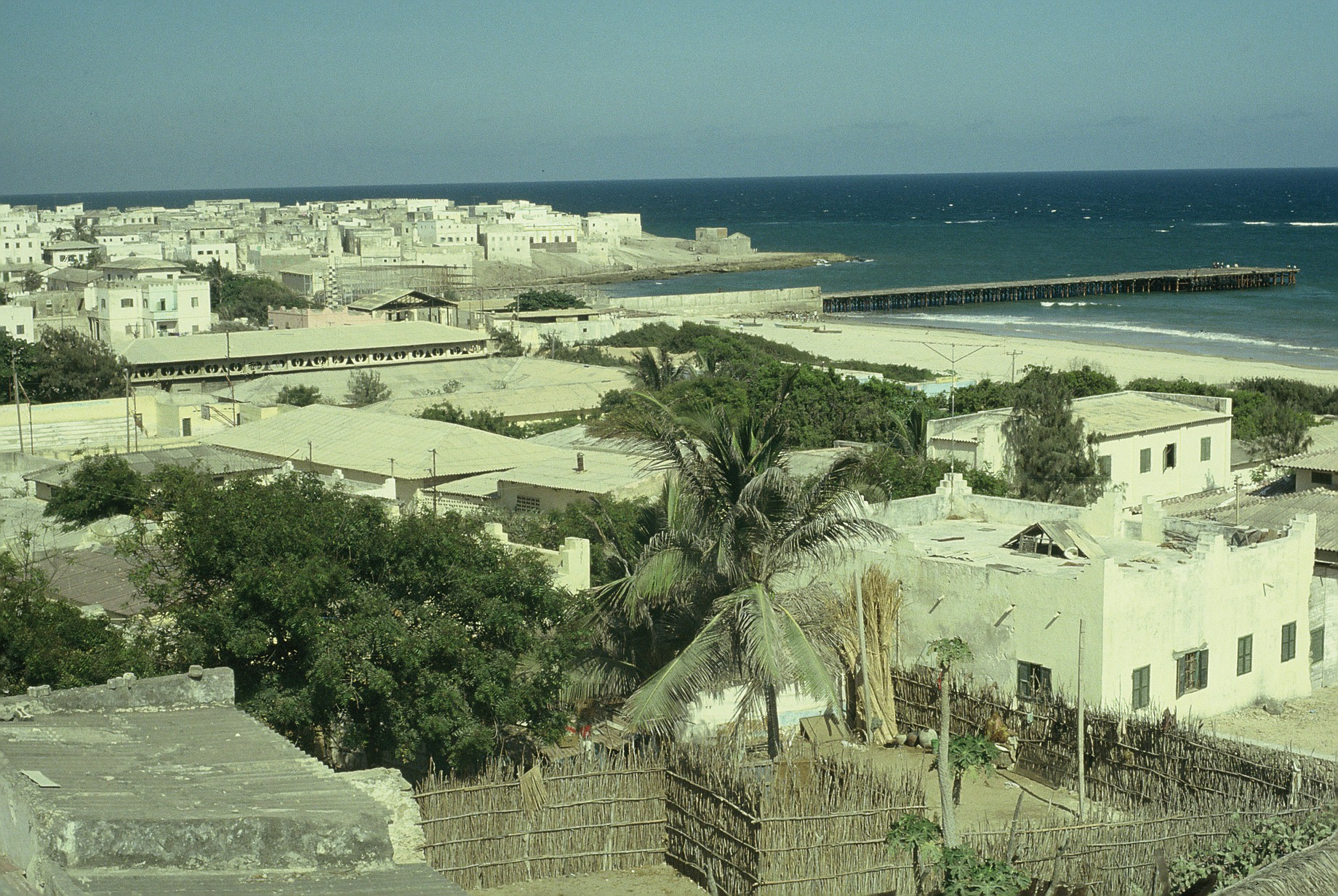
Scorcio di Merca, a destra il pontile ora distrutto.

## Storia
La città fu fondata nel VII secolo dal clan somalo dei Bimal. I primi somali arrivarono nell'area di questa città già nel VI secolo e iniziarono a controllare i commerci della regione. Nel medioevo divenne uno dei principali centri del sultanato di Ajuran. Nel 1842 vi sbarcò William Christopher nel 1847 da Guillain e, ventitré anni dopo, su richiesta dei Bimal venne occupata dai soldati del sultano di Zanzibar. La convivenza tra i due popoli durò poco e i Bimal vennero presto scacciati dalla città. Il 12 agosto 1892 il sultano di Zanzibar cedette in affitto all'Italia per 25 anni le città somale di Merca, Uarsceik, Mogadiscio e Brava. L'amministrazione delle quattro località fu subappaltata alla ditta Filonardi. Ben presto emersero i contrasti tra i colonialisti italiani ed i Bimal che, nell'ottobre 1893, uccisero a Merca il tenente Maurizio Talmone. Per tutta risposta l'avviso Staffetta, sulla quale era imbarcato l'ufficiale assassinato, bombardò la città ed i villaggi limitrofi. Nel febbraio 1897 Giacomo Trevis, direttore dello scalo portuale di Merca, fu anche lui pugnalato a morte da un sicario somalo. Nel 1904, con l'abolizione della schiavitù, i Bimal cinsero d'assedio la città per nove mesi. A causa delle malattie e delle sortite, la popolazione si ridusse di quattro quinti ma, con una serie di scontri a favore degli Italiani, i Bimal chiesero la pace. Nel maggio 1905 la città si riprese e la popolazione aumentò. Era una città portuale usata come base militare di Sheikh Hassan contro i colonialisti europei.
Negli anni trenta del XX secolo il porto di Merca, secondo solo a quello di Mogadiscio per movimento merci, divenne celebre per l'esportazione verso l'Italia delle banane.
Nel tardo XX secolo la città è diventata nota per essere un'importante stazione balneare, nonostante sia stata gravemente danneggiata durante la guerra civile somala. Merca fu abbandonata dalle forze governative e catturata da Al-Shabaab nel febbraio 2016. Fu ricatturata dall'esercito nazionale somalo coadiuvato dalle truppe dell'Unione africana qualche giorno dopo. Nel corso della battaglia morirono un soldato somalo, diversi miliziani e quattro civili.

## Porto
Il porto di Merca durante la dominazione italiana era il secondo della Somalia per quantità di merci trasportate, specialmente banane; il pontile di cui era servito venne però distrutto durante la guerra civile.